# Миссури (штат)
Миссу́ри (англ. Missouri, американское произношение: [mɪˈzʊri]) — штат на Среднем Западе США, 24-й штат в составе федерации, 21-й штат по площади и 19-й по населению (население 6 160 281 человек). Штат объединяет 114 обычных округов и 1 городской округ — Сент-Луис. Столица — город Джефферсон-Сити. Крупнейшими городами являются — Канзас-Сити, Сент-Луис, Спрингфилд и Колумбия. Официальное прозвище — «Штат „Покажи-ка мне“».

## История
Территория Миссури была приобретена Соединёнными Штатами у Франции в составе провинции Луизиана в 1803 г. Официально штат вошёл в состав федерации 10 августа 1821 года. В настоящее время в Миссури действует уже четвёртая в истории конституция штата, принятая в 1945 году.
История вхождения штата в Федерацию в значительной степени отражает особенности развития Соединённых Штатов перед Гражданской войной. Важнейшим этапом развития Соединённых штатов был Миссурийский компромисс 1820 г.: достигнутое между членами конгресса США соглашение, в соответствии с которым штат Миссури был принят в Союз как рабовладельческий, а штат Мэн — как свободный. История штата в 20-50-е гг. XIX века связана с развитием как фермерского, так и плантационного рабовладельческого хозяйства. После принятия конгрессом Акта Канзас-Небраска в 1854 года добровольцы из Миссури активно участвовали в Гражданской войне в Канзасе.
В годы войны в Миссури фактически было два правительства, одно из которых признавало юрисдикцию Конфедерации, а другое — Союза. Более ста тысяч миссурийцев воевали на стороне Севера, за южан с оружием в руках выступили более сорока тысяч человек. В Миссури за годы войны произошло больше вооружённых столкновений, чем в любом другом штате США, за исключением Виргинии и Теннесси. Кроме регулярных воинских подразделений на территории штата действовали многочисленные неорганизованные, партизанские отряды, некоторые из которых фактически являлись бандами грабителей и продолжали грабить и убивать на протяжении нескольких лет после окончания войны (как, например, печально известные убийцы и грабители Джесси Джеймс и «Кровавый Билл» Андерсон).
После Гражданской войны Миссури становится важнейшим транзитным штатом при продвижении на запад. В городе Индепенденс на западе штата формируется большая часть караванов, направляющихся к побережью Тихого океана через Додж-Сити в штате Канзас. После развития сети железных дорог «Юнион Пасифик» большое значение приобретают крупнейшие города штата Сент-Луис и Канзас-Сити.

## Прозвище
Прозвище Миссури — «Покажи-ка мне». По одной из версий, штат получил его благодаря члену Палаты представителей Уилларду Вандиверу, который на званом обеде в Филадельфии в 1899 году произнёс фразу: «Я родом из штата, где взращивают зерновые, хлопок, дурнишник и демократов, пустое ораторство ни убеждает, ни удовлетворяет меня. Я родом из Миссури. Покажите-ка мне». Неизвестно, был ли Вандивер первым, кто произнёс это выражение, однако его фраза в значительной степени поспособствовала его популярности. В наши дни прозвище призвано охарактеризовывать крепость, консервативность и недоверчивость миссурийцев.

## География
Штат Миссури, так же как и его восточный сосед Теннесси, граничит с восемью другими штатами. Ни один штат США не граничит более чем с 8 штатами. На севере Миссури граничит с Айовой, на востоке (по реке Миссисипи) — с Иллинойсом, Кентукки и Теннесси, на юге — с Арканзасом, на западе — с Оклахомой, Канзасом и Небраской (с первыми двумя — по реке Миссури).
Крупнейшими реками штата являются реки Миссури и Миссисипи, по которой проходит восточная граница штата. Река Миссури пересекает штат с запада на восток и служит речным путём между крупнейшими городами штата — Канзас-Сити и Сент-Луисом.
Хотя сегодня штат Миссури рассматривается как часть Среднего Запада, исторически Миссури, по мнению многих, является южным штатом, главным образом из-за обустройства мигрантов с Юга и статуса рабовладельческого штата до гражданской войны.

### Рельеф
К северу, а местами и к югу от реки Миссури лежат северные равнины, которые простираются на территории штатов Айова, Небраска и Канзас. Здесь на холмах сохранились следы оледенения, которое когда-то простиралось от Канадского щита до реки Миссури. Местами берега рек Миссисипи, Миссури и Мерамек образуют крутые утёсы. На юге Миссури расположено расчленённое плато Озарк, окружённое горами Сен-Франсуа. Для юга Миссури характерны карстовые формы рельефа, связанные с высоким содержанием известняка.
Юго-восток штата — область Бутил, входит в состав аллювиальных равнин долины реки Миссисипи. Эта область является самой низкой, плоской и влажной частью штата. Бутил является беднейшей сельскохозяйственной частью штата, с преобладанием посевов хлопка и риса. Бутил был эпицентром четырёх Ново-Мадридских землетрясений 1811—1812 годов.
Единственный национальный лес штата — «Марк-Твен», занимающий 11 % от всей площади лесов штата и 3,3 % от всей площади штата.

### Климат
Для Миссури характерен влажный континентальный климат с холодной зимой и жарким и влажным летом. В южной части штата, особенно в Бутиле, климат переходит к влажному субтропическому. Располагаясь в центральной части США, Миссури нередко испытывает воздействие экстремальных температур. В отсутствие высоких гор и в отдалении от океана, климат Миссури определяется попеременным воздействием холодных арктических и жарких и влажных воздушных масс с Мексиканского залива. Абсолютный максимум температуры Миссури зарегистрирован 14 июля 1954 года в городах Уорсо и Юнион и составляет 48 °C (118 °F), абсолютный минимум зарегистрирован 13 февраля 1905 году также в Уорсо и составляет −40 °C (-40 °F).
Штат подвергается воздействию экстремальных природных явлений в виде гроз и торнадо. Так, в 2011 году торнадо разрушил примерно ⅓ города Джоплин. Общий ущерб от торнадо был оценён в 1-3 млрд $, погибло 159 и было ранено более 1000 человек.

## Население
По оценке Бюро переписи населения США население штата Миссури по состоянию на 1 июля 2012 года составляет 6 021 988 человек, что на 0,6 % больше по сравнению с переписью населения США 2010 года.
Более половины жителей штата (3 294 936 человек, или 55,0 %) сконцентрирована в агломерациях двух крупнейших городов штата — Сент-Луиса и Канзас-Сити. Плотность населения — 86,9 в 2009 году (практически равна средней в США — 86,8 в 2009 году).
Этнический состав в 2011 году:
- белые — 84,0 % (81,0 % не испаноязычные белые, 3,0 % белые испаноязычные);
- афроамериканцы — 11,7 %;
- индейцы и коренные жители Аляски — 0,5 %;
- азиатского происхождения — 1,7 %;
- коренные жители Гавайских островов и других островов Тихого океана — 0,1 %;
- указавшие принадлежность к двум и более расам;
- другие — 0,1 %

По итогам 2011 года 3,7 % от общей численности населения составляли жители латиноамериканского происхождения (они могут быть любой расы). В 2011 году 28,1 % населения Миссури моложе 1 года являлись представителями этнических меньшинств (Примечание: дети, рождённые от белых латиноамериканцев, также считаются меньшинством).
Округ Фелпс штата Миссури является центром населённости США.
Большинство жителей штата относят себя по происхождению к следующим 5 группам: немцы (27.4 %), ирландцы (14.8 %), англичане (10.2 %), американцы (8.5 %) и французы (3.7 %). «Американцы» включают в себя не только коренных жителей Америки и афроамериканцев, но и американцев европейского происхождения, проживающих в США в течение многих поколений. Немцы по происхождению проживают по всей территории штата. Афроамериканцы составляют значительную долю населения Сент-Луиса (согласно переписи 2010 года, 56,6 % афроамериканцев штата проживает в Сент-Луисе или округе Сент-Луис), Канзас-Сити, округе Бун и некоторых частях долины реки Миссури, где были распространены рабовладельческие плантации. Креолы французского происхождения в основном проживают в долине реки Миссури к югу от Сент-Луиса. Канзас-Сити — дом для больших и растущих сообществ иммигрантов из стран Латинской Америки, прежде всего, из Мексики, Африки (в том числе Судана, Сомали и Нигерии), Юго-Восточной Азии и Восточной Европы. Также в штате Миссури проживает довольно большое число индейцев Чероки.

## Транспорт
Город Канзас-Сити является крупным железнодорожным узлом. В штате есть два крупных международных аэропорта, через его территорию проходит несколько автомагистралей.

## Экономика
По данным Бюро экономического анализа в 2006 году ВВП Миссури составил $ 225 900 000 000. ВВП на душу населения в 2006 году составил $ 32 705 (26-е место в стране). Основные отрасли промышленности: аэрокосмическая, автотранспортная, пищевая, химическая, полиграфическая, производство электрооборудования, легкая и пивоваренная. Сельское хозяйство штата специализируется на производстве говядины, сои, свинины, молочных продуктов, сена, кукурузы, мяса птицы, сорго, хлопка, риса и яиц. Миссури занимает 6-е место в США по поголовью свиней и 7-е — скота, 5-е место по производству риса.
Штат Миссури обладает огромными запасами известняка. Также в штате добываются свинец, уголь, щебень. Большая часть свинцовых рудников находится на востоке центральной части штата.
В штате Миссури активно развиваются наука и биотехнологии. В Сент-Луисе располагается штаб-квартира крупнейшей компании в области генной инженерии — Монсанто.
Миссури является единственным штатом США, где располагаются два федеральных резервных банка: в Канзас-Сити (обслуживает запад штата Миссури, штаты Канзас, Небраска, Оклахома, Колорадо, север Нью-Мексико и Вайоминг) и в Сент-Луисе (обслуживает восток штата Миссури, южный Иллинойс, южную Индиану, западный Кентукки, западный Теннесси, север штата Миссисипи и весь Арканзас).
По состоянию на май 2012 года уровень безработицы составлял 7,3 % (в США 8,2 %).

## Здания и сооружения
В штате расположены несколько небоскрёбов, самое высокое здание Миссури — One Kansas City Place высотой около 190 метров, расположенное в Канзас-Сити.
В числе нескольких университетов имеется Северо-западный государственный университет штата Миссури.